# Glaucina eupetheciaria
Glaucina eupetheciaria là một loài bướm đêm trong họ Geometridae.